# 石島湾原子力発電所
石島湾原子力発電所(中国語: 石岛湾核电站)は中華人民共和国山東省栄成市寧津鎮に建設中の原子力発電所。清華大学が中心となって開発した国産の高温ガス炉を導入する予定であり、技術検証の性格を有する。
2019年現在、建設中の高温ガス炉HTR-PMは20万kW程であるが、今後AP1000を4基導入するなど長期的に合計発電容量を660万kWに増加させる計画である。投資額は約1000億人民元。
2023年12月6日、商業運転を開始した。第4世代原子炉を持つ原子力発電所の商業運転は世界初となる。

## 原子炉
| 原子炉               | 原子炉形式 | 正味発電量 | 総発電量 | 建設開始      | 送電網同期     | 商業運転      | 運転終了 | 注釈  |
| -------------------- | ---------- | ---------- | -------- | ------------- | -------------- | ------------- | -------- | ----- |
| 1号機 (SHIDAO BAY 1) | 高温ガス炉 | 200 MWe    | 211 MWe  | 2012年12月9日 | 2021年12月20日 | 2023年12月6日 |          | [ 6 ] |

## 註
1. ↑  “栄成・石島湾原発、昨年年末に着工”.   投資青島. 2013年7月22日閲覧。
2. ↑  “中国の第四世代原子力発電技術プロジェクトが始動も短期的には原子力発電投資の拡大はない”.   Asiam. 2013年7月22日閲覧。
3. ↑  “Shanghai Electricが共同建設した世界初の第4世代原子力発電所が商業運転を開始”. AFPBB News.   フランス通信社. 2024年1月10日時点のオリジナルよりアーカイブ。2024年1月10日閲覧。
4. 1 2  “世界初の第4世代原子力発電所「石島湾原子力発電所」の仕組みとは？”. GIGAZINE (OSA). (2024年1月11日) 2024年1月13日閲覧。
5. ↑  “世界初の第4世代原子力発電所、山東省で商業運転開始(中国)”.   日本貿易振興機構（ジェトロ）. 2024年1月10日時点のオリジナルよりアーカイブ。2024年1月10日閲覧。
6. ↑  “PRIS - Reactor Details (SHIDAO BAY-1)”. Power Reactor Information System (PRIS).  国際原子力機関(IAEA) (2024年1月10日). 2024年1月10日閲覧。